# Fabiana Luperini
Fabiana Luperini (ur. 14 stycznia 1974 w Pontedera) – włoska kolarka szosowa, brązowa medalistka mistrzostw świata.

## Kariera
Pierwszy sukces w karierze Fabiana Luperini osiągnęła w 1991 roku, kiedy zdobyła brązowy medal w wyścigu ze startu wspólnego podczas mistrzostw świata juniorów. Na rozgrywanych dwa lata później mistrzostwach świata w Oslo wspólnie z Robertą Bonanomi, Alessandrą Cappellotto, Michelą Fanini zdobyła brązowy medal w drużynowej jeździe na czas. W latach 2006 i 2008 zdobywała mistrzostwo Włoch w wyścigu ze startu wspólnego. Ponadto Luperini zwyciężała między innymi w La Flèche Wallonne Féminine w latach 1998, 2001 i 2002, Tour de France féminin w latach 1995-1997, Giro del Trentino Internazionale Femminile w latach 1995, 1996, 1999, 2002 i 2008 oraz Tour méditerranéen Féminine w latach 2001 i 2002. Włoszka ustanowiła również rekord zwycięstw w Giro d'Italia Femminile, wygrywając pięciokrotnie w latach 1995-1998 oraz 2008. Nigdy nie brała udziału w igrzyskach olimpijskich.